# Eubalichthys bucephalus
Eubalichthys bucephalus es una especie de peces de la familia Monacanthidae en el orden de los Tetraodontiformes.

## Morfología
Los machos pueden llegar alcanzar los 50 cm de longitud total.

## Hábitat
Es un pez de mar y de clima tropical y demersal que vive entre 10-250 m de profundidad.

## Distribución geográfica
Se encuentra al sur de Australia: desde el sur de Australia Occidental hasta Nueva Gales del Sur.

## Observaciones
Es inofensivo para los humanos.